# All Skrewed Up
 (février 2017).
Si vous disposez d'ouvrages ou d'articles de référence ou si vous connaissez des sites web de qualité traitant du thème abordé ici, merci de compléter l'article en donnant les références utiles à sa vérifiabilité et en les liant à la section « Notes et références ».
Albums de Skrewdriver
Hail The New Dawn
(1984)
All Skrewed Up est le premier album du groupe de rock britannique Skrewdriver, sorti en 1977 (bien avant la tournure nationaliste puis néonazie du groupe) sur le label Chiswick Records (en).
Il est publié avec quatre couleurs de pochette différentes : vert, orange, jaune et mauve.
Cet album est réédité plus tard, en 1991, sous le nom de The Early Years avec cinq titres supplémentaires, dont les singles Streetfight et Unbeliever, publié à l'origine sur la version allemande.

The Early Years est la seule version officielle des titres de All Skrewed Up sur CD.

## Liste des titres
| A1. | Where Is Gonna End?    | 2:32 |
| A2. | Government Action      | 1:35 |
| A3. | Backstreet Kids        | 1:40 |
| A4. | Gotta Be Young         | 2:01 |
| A5. | I Don't Need Your Love | 2:02 |
| A6. | I Don't Like You       | 1:56 |
| A7. | An-ti-so-cial          | 1:27 |

| Face B | Face B                                                            | Face B | Face B | Face B | Face B | Face B | Face B | Face B | Face B |
| No     | Titre                                                             | Durée  |        |        |        |        |        |        |        |
| ------ | ----------------------------------------------------------------- | ------ | ------ | ------ | ------ | ------ | ------ | ------ | ------ |
| B1.    | (Too Much) Confusion                                              | 2:35   |        |        |        |        |        |        |        |
| B2.    | 9 till 5                                                          | 2:06   |        |        |        |        |        |        |        |
| B3.    | Jailbait                                                          | 1:14   |        |        |        |        |        |        |        |
| B4.    | We Don't Pose                                                     | 1:50   |        |        |        |        |        |        |        |
| B5.    | The Only One                                                      | 2:51   |        |        |        |        |        |        |        |
| B6.    | Won't Get Fool Again (reprise des Who - écrit par Pete Townshend) | 2:23   |        |        |        |        |        |        |        |
| 26:12  |                                                                   |        |        |        |        |        |        |        |        |

Note
Les morceaux Streetfight (2:18) et Unbeliever (1:32) (destinés à être les faces A et B d'un 7" qui n'a jamais dépassé la phase de test) ont été inclus sur la version allemande de l'album en tant que pistes A8 et B4, respectivement.

## Membres du groupe
- Ian Stuart Donaldson : Chant
- Phil Walmsley : Guitare
- Kevin McKay : Basse
- John "Grinny" Grinton : Batterie
- Kevin Wilson : Chant
- Neil Richmond - Ingénieur

## The Early Years
Albums de Skrewdriver
The Strong Survive
(1990) Freedom What Freedom
(1992)
| 1.    | You're So Dumb         | 2:28 |
| 2.    | Government Action      | 1:34 |
| 3.    | I Don't Like You       | 1:56 |
| 4.    | We Don't Pose          | 1:49 |
| 5.    | Don't Need Our Love    | 2:02 |
| 6.    | An-ti-so-cial          | 1:26 |
| 7.    | Jailbait               | 1:13 |
| 8.    | The Only One           | 2:50 |
| 9.    | Gotta Be Young         | 2:00 |
| 10.   | Confusion              | 2:33 |
| 11.   | Streetfight ('77)      | 2:19 |
| 12.   | Better of Crazy        | 2:03 |
| 13.   | Breakdown              | 1:51 |
| 14.   | Where It's Gonna End   | 2:32 |
| 15.   | Won't Get Fooled Again | 2:25 |
| 16.   | Unbeliever             | 1:33 |
| 17.   | 9 till 5               | 2:05 |
| 18.   | Backstreet Kids        | 1:38 |
| 36:14 |                        |      |